# Гочалкув-Гурни
Гочалкув-Гурни (пол. Goczałków Górny, нім. Kohlhöhe) — село в Польщі, у гміні Стшегом Свідницького повіту Нижньосілезького воєводства.
Населення — 256 осіб (2011).
У 1975-1998 роках село належало до Валбжиського воєводства.

## Демографія
Демографічна структура станом на 31 березня 2011 року:
|          | Загалом | Допрацездатний вік | Працездатний вік | Постпрацездатний вік |
| -------- | ------- | ------------------ | ---------------- | -------------------- |
| Чоловіки | 118     | 26                 | 86               | 6                    |
| Жінки    | 138     | 27                 | 86               | 25                   |
| Разом    | 256     | 53                 | 172              | 31                   |